# Haplogroupe D (ADNmt)

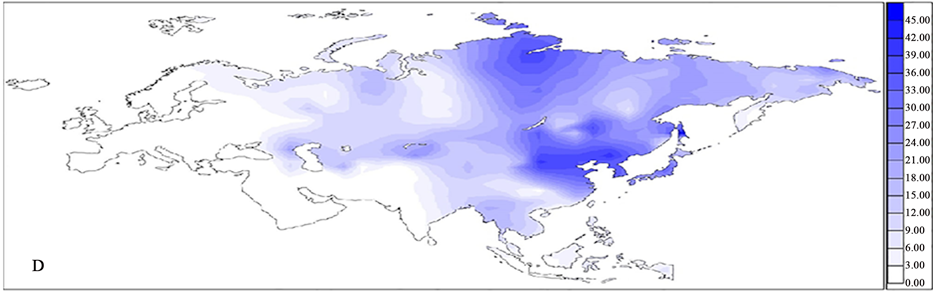
Diffusion de l'haplogroupe mitochondrial D en Eurasie

L’haplogroupe D de l'ADN mitochondrial (ADNmt) est un macro-haplogroupe mitochondrial issu de l'haplogroupe M. Il aurait surgi quelque part en Asie au début du Paléolithique supérieur, il y a entre environ 60 000 et 35 000 ans, avant le peuplement des Amériques par les Paléoindiens venus du Nord-Est de la Sibérie.

## Diffusion
Parmi les populations contemporaines, on trouve l'haplogroupe D surtout en Asie centrale et du Nord-Est. Son sous-clade D4 est l'un des cinq haplogroupes principaux des populations autochtones des Amériques, les autres étant A, B, C et X.

## Sous-clade D4
Le sous-clade D4 (3010, 8414, 14668) est l'haplogroupe mitochondrial le plus fréquent parmi les populations modernes d'Asie du Nord-Est, telles que les Japonais, les Okinawaiens, les Coréens et certaines populations de langue mongole ou toungouse de la région de Hulunbuir, telles les Bargas à Hulunbuir Aimak, les Mongols et Evenks dans la bannière gauche du Nouveau Barag, et les Oroqens dans la bannière autonome d'Oroqin.
D4 est aussi l'haplogroupe le plus répandu parmi les Bouriates et les Khamnigans de Bouriatie, les Kalmouks de Kalmoukie et les Télenguites et Kazakhs de la République de l'Altaï. Il est également présent dans toute la Chine, l'Asie du Sud-Est, la Sibérie, l'Asie centrale et chez les peuples autochtones des Amériques.

### Paléoindiens
D4 prédomine parmi les échantillons d'ADN publiés de Paléoindiens. Ainsi, l'analyse en 2014 du squelette fossile Anzick-1 (en), trouvé sur le site archéologique d'Anzick, dans le Montana, aux États-Unis, daté d'environ 12 600 ans avant le présent (AP), seuls restes fossiles humains découverts jusqu'à présent associés à la culture Clovis, a montré l'haplogroupe mitochondrial D4h3a. Son ADN est comparable à celui des populations sibériennes, renforçant la thèse d'une migration des Paléoindiens par le détroit de Béring,. Anzick-1 appartient au sous-groupe génétique principal des Paléoindiens, s'étendant des États-Unis à l'Amérique du Sud. 
Le squelette fossile de l'individu Shuká Káa, trouvé dans la grotte On Your Knees, dans l'île Prince of Wales, au sud-est de l'Alaska, et daté d'environ 10 300 ans AP, appartient lui aussi à l'haplogroupe mitochondrial D4h3a.
Les résultats d'une étude publiée en 2023 révèlent deux événements de rayonnement de D4h dans le nord de la Chine côtière, l'un lors du dernier maximum glaciaire et l'autre au cours de la dernière déglaciation, qui ont facilité la dispersion des sous-branches de D4h dans différentes régions, notamment les Amériques et l'archipel japonais.